# Jesús Díaz Ruiz
El coronel Jesús Díaz Ruiz (n. Paracho, Michoacán, 12 de febrero de 1822 - Uruapan, Michoacán, 21 de octubre de 1865) fue un militar mexicano.
Hijo de don José María Díaz y doña Agustina Ruiz, Jesús Díaz Ruiz nació el 12 de febrero de 1822 en Paracho, Michoacán. Siendo hombre de campo estuvo inmerso en conflictos donde tomó partido por los liberales. 
A raíz del Plan de Ayutla, en julio de 1854 la población de Paracho decidió participar en la revolución de Ayutla contra el gobierno de Antonio López de Santa Anna. Como consecuencia más de doscientos ciudadanos se presentaron en la casa de los Díaz y proclamaron coronel a Jesús Díaz, el cual dirigió la campaña hasta la caída del dictador Santa Anna, hacia octubre de 1855, y regresó a la vida privada. 
En la Guerra de Reforma, que se llevó a cabo desde finales de 1857 hasta principios de 1861, brindó sus servicios a la causa liberal para regresar después nuevamente a sus labores de campo. 
Debido a intervención francesa, se puso por tercera ocasión al mando de los guerrilleros contra los invasores extranjeros en 1862. A raíz de la toma de Uruapan en 1865 por las fuerzas defensoras de la República, fue nombrado prefecto del departamento y comandante de la línea entre Zamora y Apatzingán, en el estado de Michoacán. En octubre se unió con sus soldados de la sierra a las tropas de José María Arteaga, general en jefe de las fuerzas del Centro. El 13 de octubre fue hecho prisionero y llevado a Uruapan junto con sus compañeros, los generales José María Arteaga y Carlos Salazar Ruiz, el coronel Trinidad Villagómez y el capitán Juan González. Fue fusilado sin juicio el 21 de octubre de 1865, a los 43 años de edad, a raíz de que el emperador Maximiliano I de México promulgara un decreto recientemente, a principios de ese mismo mes de octubre. En reconocimiento a su participación en defensa de la patria, se le conoce ahora como uno de los Mártires de Uruapan.